# Allophyes cypriaca
Allophyes cypriaca är en fjärilsart som beskrevs av Charles Boursin 1957. Allophyes cypriaca ingår i släktet Allophyes och familjen nattflyn. Inga underarter finns listade i Catalogue of Life.